# Aventurile submarinului Dox

Fasciculul 18: Descoperirea doctorului Jellot. Editura A.P.P.

Aventurile submarinului Dox este un roman negru în foileton, publicat în fascicule, scris de Hans Warren (pseudonim al lui Wilhelm Reinhard). Titlul original (în limba germană) este Jörn Farrow`s U-Boot- Abenteuer.Cartea a apărut în germană, în 357 de broșuri, între anii 1932-1939. Primele 184 de broșuri sunt scrise de Wilhelm Reinhard (Hans Warren), iar următoarele, publicate sub același pseudonim, de alți autori, între care și fratele acestuia, Hans Reinhard. Traducerea în limba română a fost făcută de Lia Hârșu (1877-1964), soția scriitorului Ion Gorun. În perioada interbelică, seria în limba română a apărut în 170 de broșuri, publicate între anii 1933 și 1936. Multe dintre numele personajelor ce apar în carte au fost traduse foarte liber, adesea echivalate cu nume românești: de pildă, personajul principal, Jörn, fiul căpitanului, apare sub numele de George, iar slujitorul său credincios, căruia i se spune Uriașul, pe numele său Hein Gruber, apare în varianta românească sub numele de Petre . O altă serie, ce a cunoscut la fel de mult succes, a aceluiași autor este cea intitulată Rolf Torring's Abenteuer (Aventurile lui Rolf Torring), tradusă în limba română sub numele de Aventurile echipajului Dox. Fiind criticate de unele voci, ca fiind lipsite de valoare literară, pline de repetiții, cu o conturare a personajelor prea simplistă, aceste două serii au fost apărate de unii scriitori renumiți, ca de pildă la noi Mircea Eliade: „Romanele de aventuri sunt chiar utile la o anumită vârstă. Pericolul știe toat lumea unde e” și Tudor Arghezi: „Acuzăm cartea și filmul, ca să nu ne scuzăm pe noi de incapacitatea selecțiunii”.

## Sinopsis
Un submarin perfecționat după toate perfecțiunile moderne e urmărit încă din timpul războiului mondial de toate națiunile europene. Căpitanul Farrow, comandantul acestui submarin, om de o bunătate rară, reușește să descopere pământuri și ape cari nu-s trecute pe nici o hartă de pe glob și-și creează un loc de refugiu pe o insulă pe care o numește „Insula Odihnei" — un adevărat rai pământesc.

## Fascicule
1. Grozăviile mărilor
2. Răzbunarea lui Satan
3. Lupta prințului Ando
4. Sticla plutitoare
5. În ghearele primejdiei
6. Pe urmele corăbiei negre
7. Printre vânătorii de capete
8. Căpitanul Henry
9. Insula cu stafii
10. Epava misterioasă
11. Profesorul Barner
12. Castelul din mare
13. Taina chinezului
14. Jonca enigmatică
15. Monstrul sfânt
16. Satul groazei
17. Demonul fluviului
18. Descoperirea doctorului Jellot
19. Pirații crucii
20. Corabia fantomă
21. Călărețul valurilor
22. Jonny din Sumatra
23. Rechinul uriaș
24. Idolul indian
25. Aventura Sanjei
26. Câinele credincios
27. Corăbierul de sclavi
28. Căpetenia Noji
29. Monștrii mărilor
30. Hoțul mărgăritarelor
31. Balena miraculoasă
32. Tainele mării
33. Lumi dispărute
34. Femeia pirat
35. Zeul mării
36. Lordul Clive
37. Pădurea în flăcări
38. Fantoma din pădure
39. Surorile dușmane
40. Uriașul Pongo
41. Aurul blestemat
42. În luptă cu chinezii
43. Insula vrăjită
44. Mlaștina morții
45. Lupte sângeroase
46. Eroul Bulu
47. Pe insula dracului
48. Pirații chinezi
49. Durerea unui tată
50. Aventuri la Sinhgapore
51. Elefantul alb
52. Preoții focului
53. Orașul scufundat
54. Sabia dreptății
55. Submarinul în primejdie
56. Furtul zeului
57. Comoara bunicului
58. Insula tigrilor
59. Muntele vrăjit
60. Rătăcitorul nopții
61. Demonul Alompra
62. Prințesa Sindia
63. Lumi plutitoare
64. Mumia misterioasă
65. Lupii din Tarai
66. Diavolii Pacificului
67. Prințul din Nepal
68. Domnița junglei
69. Vânătorii de balene
70. Marea în flăcări
71. Dușmanul maharadjahului
72. Bandiții din Tibet
73. Printre fanatici
74. Corabia morții
75. Punguța fermecată
76. Orașul demonilor
77. Banda lui Sao-Shung
78. Fudsijama, muntele sfânt
79. Taina din Menado
80. Fiara roșie
81. Stăpânul urșilor
82. O tragedie la fluviul Yukon
83. Prin pustiul de gheață
84. Vaporul celor pierduți
85. Păianjenul de mare
86. Întâmplări misterioase
87. Prin subteranele din San Francisco
88. În Mexicul sălbatec
89. O luptă în pădurile seculare
90. Omul cu un singur ochi
91. Orașul minunilor
92. La fluviul amazoanelor
93. În țara gorilei
94. Căpitanul Mors
95. Spaima Penang-ului
96. Pongo
97. Lupta pentru putere
98. Forțe misterioase
99. Bricul furat
100. Submarinul fantomă
101. Un popor grozav
102. Prin continentul negru
103. Fugăriți
104. Idolul de pe insulă
105. Pirații Gangelui
106. Pe drumul Caravanelor
107. În mare primejdie
108. Comoara din fildeș
109. Guzganii Gli-ului
110. Asociația Elefanților
111. Duhurile munților
112. Pirații fluviului Sabi
113. Lupte cu șerpi
114. Minuni sub pământ
115. Zeița de aur
116. Ape otrăvite
117. Diavolul
118. Zeul crocodililor
119. Banditul Jim Randle
120. Omul leu
121. Taina lui Elliot
122. Câinii sălbatici
123. Tigrul blând
124. În Buenos Aires
125. Pe malurile Paraguay-ului
126. În deșertul Gran Chaco
127. Pustnicul
128. Zeul din Goracpur
129. Indienii din America de Sud
130. În Bolivia
131. O misiune ciudată
132. Stafia bricului
133. Doctorul Nokita
134. În Australia
135. Mâncătorii de oameni
136. Printre bandiții de codru
137. Mamba
138. Cu barca în jurul lumii
139. Orca
140. Tigrul verde
141. În țara mărgăritarelor
142. Orașul din pădure
143. Pe o plantație accidentată
144. În insula Mauriciu
145. Ucigașul din Madras
146. Răzbunarea sângelui
147. Păianjenul galben
148. Tainele Madagascarului
149. O vânătoare de hipopotami
150. Fachirul
151. Prințesa moartă
152. Opiu
153. La Bombay
154. Vânătorii de sclavi
155. Vrăjitorul african
156. Tigrul răzbunător
157. Prințul și piticul
158. Sugrumătorul
159. Nebunul
160. Brâul fermecat
161. Spaima Ugandei
162. Comoara profesorului
163. Puterea zeului
164. Păianjenii doctorului Galla
165. Pe fluviul Ruaha
166. La triburile africane
167. Șopârla turbată
168. Demonul Gangelui
169. Ochiul lui Șiva
170. Satul duhurilor
171. Prizonieri în Madagascar
172. Vraja din marea sargaselor
173. Un al doilea Farrow
174. Dansatoarea din templu
175. Cavalcada fantomelor
176. Corabia ocnașilor
177. Pelota, omul din țara de foc
178. În orașul mort
179. Fantoma mării
180. Cea mai grea luptă a lui Pongo
181. Taine străvechi
182. Căpetenia daiacă
183. Printre indieni
184. Generalul Gonzalo
185. Vânătoare asupra submarinului
186. Bufonul broaștei țestoase
187. Căpetenia Tulopi
188. Mesagerul morții
189. Lumina tremurătoare
190. Ruina misterioasă
191. Nepotul lui Mister Tomkins
192. Breasla cerșetorilor
193. Vânătorii de oameni
194. Pirații congolezi
195. Steaua de mare
196. Aventură la Pârâul Peștelui
197. Jaap din Andamane
198. O vină veche
199. În țara lui Kubu
200. Regele junglei
201. Sfera de oțel
202. Primejdiile amazonului
203. Om peste bord!
204. Omul din Padang
205. Blestemul lui Ali-Ben-Murpa
206. Misterul din Nikobare
207. Săgeata otrăvită
208. O vânătoare nereușită
209. Înotătorul misterios
210. Căpitanul Farrow
211. Elefantul sacru
212. Stăpânul munților
213. Căpetenia falsă
214. Piticii periculoși
215. Demonul din Purry
216. Spaima Sudarbans-ului
217. Gorila de munte
218. Marian Farrow salvatorul
219. Spaima din Loango
220. Banditul Fernando
221. Zeul crocodililor
222. În ghearele vânătorilor de capete
223. Kuma din Asanti
224. Lăncierul
225. Preotul Bhunwa
226. Liga Panterelor
227. Bady, leoaica din Senegal
228. Șeicul Houd
229. Diavolul din Cașmir
230. Nepalul, țara miracolelor
231. Maura Tiris
232. La lacul Wular
233. Poveste indiană
234. Corabia piraților
235. Pantera neagră
236. Rechinul mării sudului
237. Tam-tam mortal în Congo
238. Grota diavolului roșu
239. Regele Mangaia
240. În primejdie de moarte
241. Ochi pentru ochi
242. Evadare din iad
243. Osândiți la moarte
244. Ocnași în Numea
245. Caravana morții
246. Focul sacru
247. Diavolul din Tarai
248. Expediția doctorului Monti
249. În țara lui Pongo
250. Comoara de pe Sealwa
251. Zile de groază la Guanahani
252. În craterul din Martinica
253. Răzbunătorul sinistru
254. Java Jim
255. Comoara piratului
256. Pasagerul clandestin
257. Un secret înspăimântător